# Giovanni Battista Mazzini
Giovanni Battista Mazzini ou Mazini, né en 1677 à Brescia et mort le 24 mai 1743 à Padoue, est un médecin et un mathématicien italien, ainsi que l’un des défenseurs de l’école iatromécanique.

## Œuvres

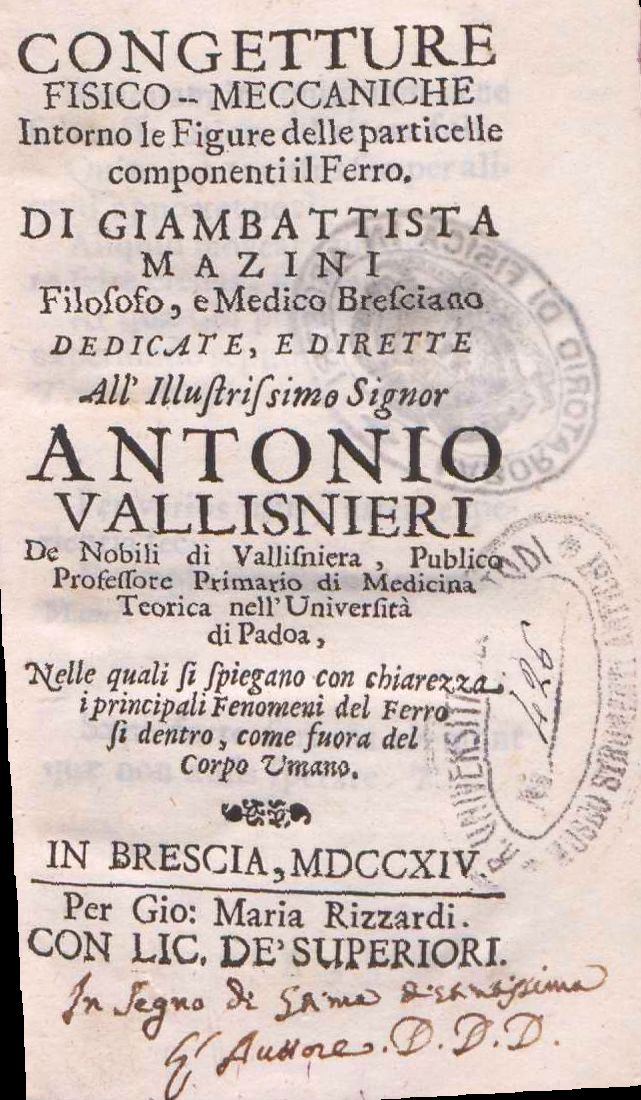
Couverture de Congetture fisico-meccaniche intorno le figure delle particelle componenti il ferro.

- (it) Congetture fisico-meccaniche intorno le figure delle particelle componenti il ferro, Brescia, Giovanni Maria Rizzardi, 1714 (lire en ligne)
- (la) Mechanices morborum, vol. 1, Brescia, Giovanni Maria Rizzardi, 1723 (lire en ligne)
- (la) Mechanices morborum, vol. 2, Brescia, Giovanni Maria Rizzardi, 1725 (lire en ligne)
- (la) Mechanica medicamentorum, Brescia, Giovanni Maria Rizzardi, 1734 (lire en ligne)